# Piramboia
A piramboia (Lepidosiren paradoxa) é um peixe pulmonado ósseo encontrado na Bacia Amazônica, em regiões pantanosas que secam nos períodos de baixa dos rios. É nessa época que abandona sua respiração branquial, se enterra na lama e passa a respirar por meio de sua bexiga natatória, utilizada então como pulmão. Tem um corpo serpentiforme e a cabeça achatada. Também é chamado de pirarucu-bóia, traíra-bóia ou caramuru.

## Etimologia
"Piramboia" é um termo de origem tupi que significa "peixe-cobra", através da junção dos termos pirá ("peixe") e mboîa ("cobra").

## Alimentação
A piramboia é omnívora, alimentando-se preferencialmente de um molusco do grupo da ampulária, que é muito abundante nos charcos (região alagada e pantanosa da Amazônia, Mato Grosso do Sul e Paraguai) onde vive. Porém, juntamente com esse gastrópode, ingere também certas algas e algumas plantas fanerógamas.

## Reprodução
A reprodução deste dipnóide ocorre de setembro a dezembro. Segundo índios habitantes da região, não há cópula: a fertilização dos ovos ocorre após a postura (não confirmado). Estes são postos em tocas subterrâneas que variam quanto à forma e tamanho (têm cerca de dez a treze centímetros de largura; o ninho de baixo situa-se de nove a doze centímetros abaixo do solo; estas galerias têm cerca de sessenta centímetros de comprimento por 240 centímetros de largura). Após a postura, o macho fica responsável pelos ovos. Os filhotes, com sacos vitelinos de até seis centímetros, vivem juntos, próximos à superfície de raizames densos.

## Respiração
A piramboia (Lepidosiren paradoxa) é um dos peixes pulmonados. Os peixes pulmonados têm dois pulmões e apresentam um sistema circulatório com dois circuitos. Esses pulmões têm muitas cristas e partições para aumentar a superfície de troca gasosa, e também são muito vascularizados.

Para respirar, esses peixes sobem à superfície, abrindo a boca e expandindo a cavidade oral, forçando o ar a entrar. Em seguida, eles fecham a boca, comprimem a cavidade oral e o ar passa para a cavidade pulmonar mais anterior. Enquanto a boca e a cavidade anterior do pulmão permanecem fechadas, a cavidade posterior contrai e exala o ar inspirado na respiração anterior, deixando este ar sair pelos opérculos (onde brânquias são normalmente encontradas nos peixes com respiração aquática). Uma vez que o ar foi exalado, a câmara anterior se contrai e se abre, permitindo que o ar passe para a câmara posterior, onde ocorrerá a troca gasosa. 